# Cartuja de Bolonia

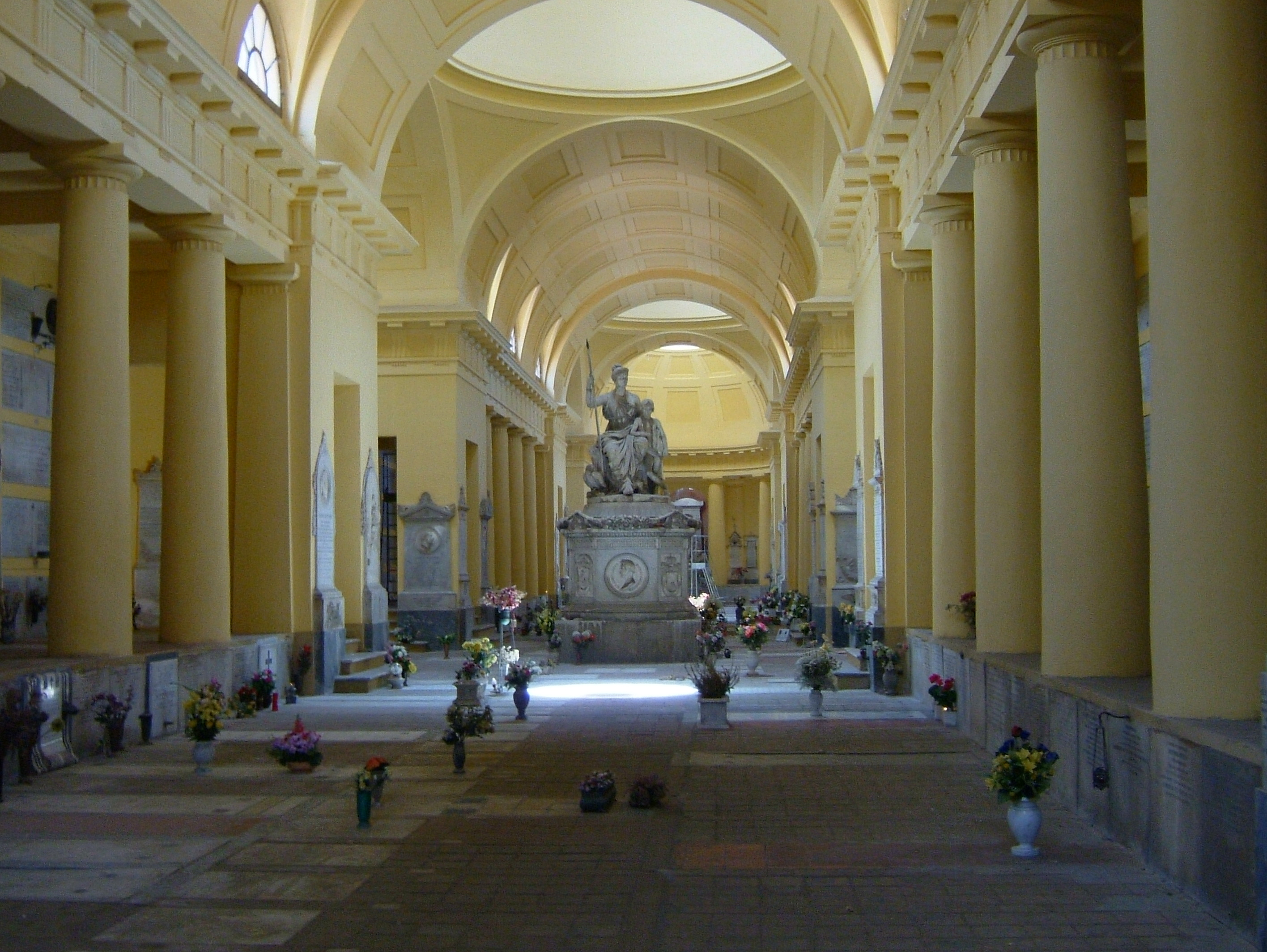
El Salón del Colombario en la Cartuja de Bolonia.

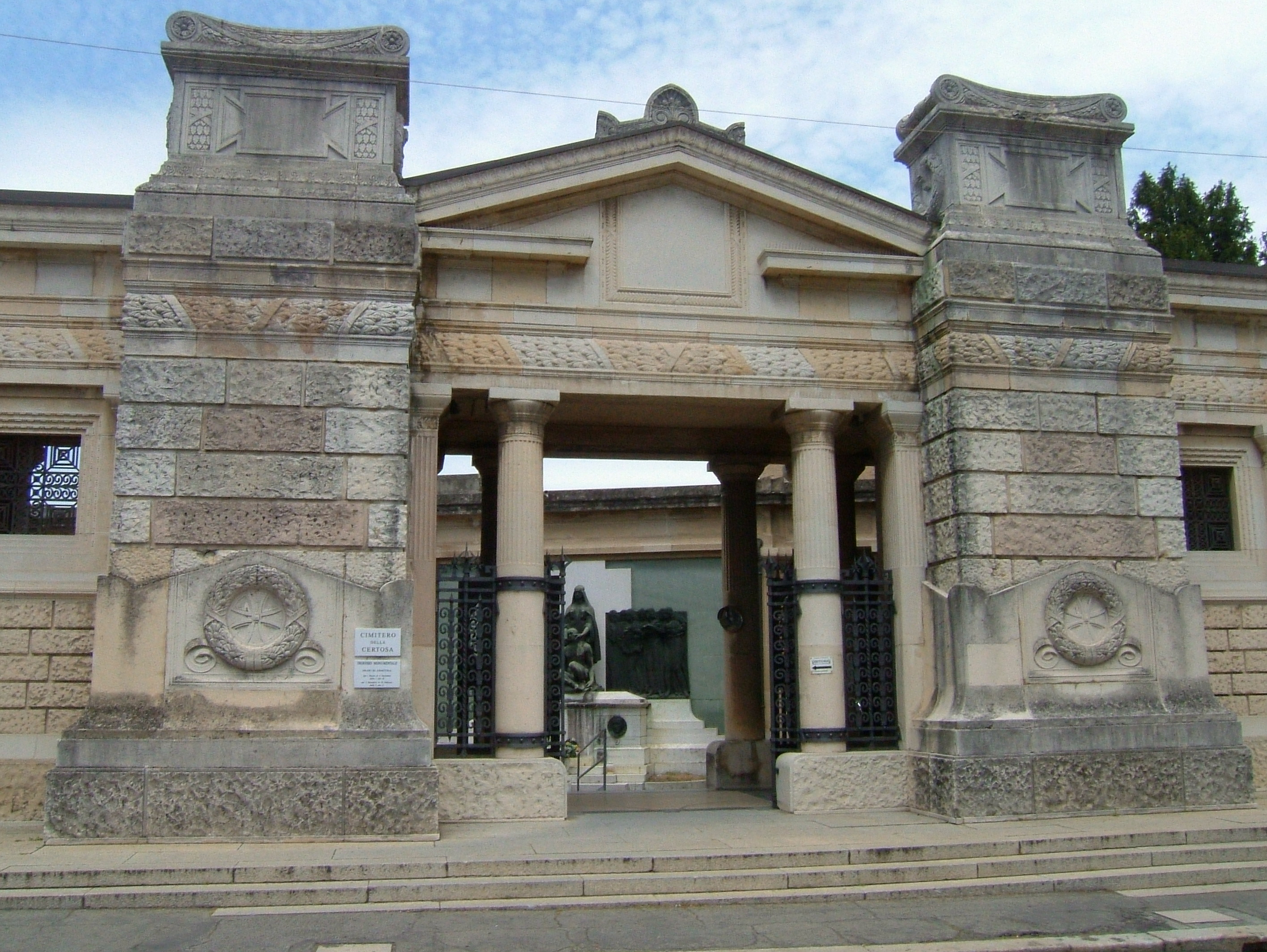
Entrada

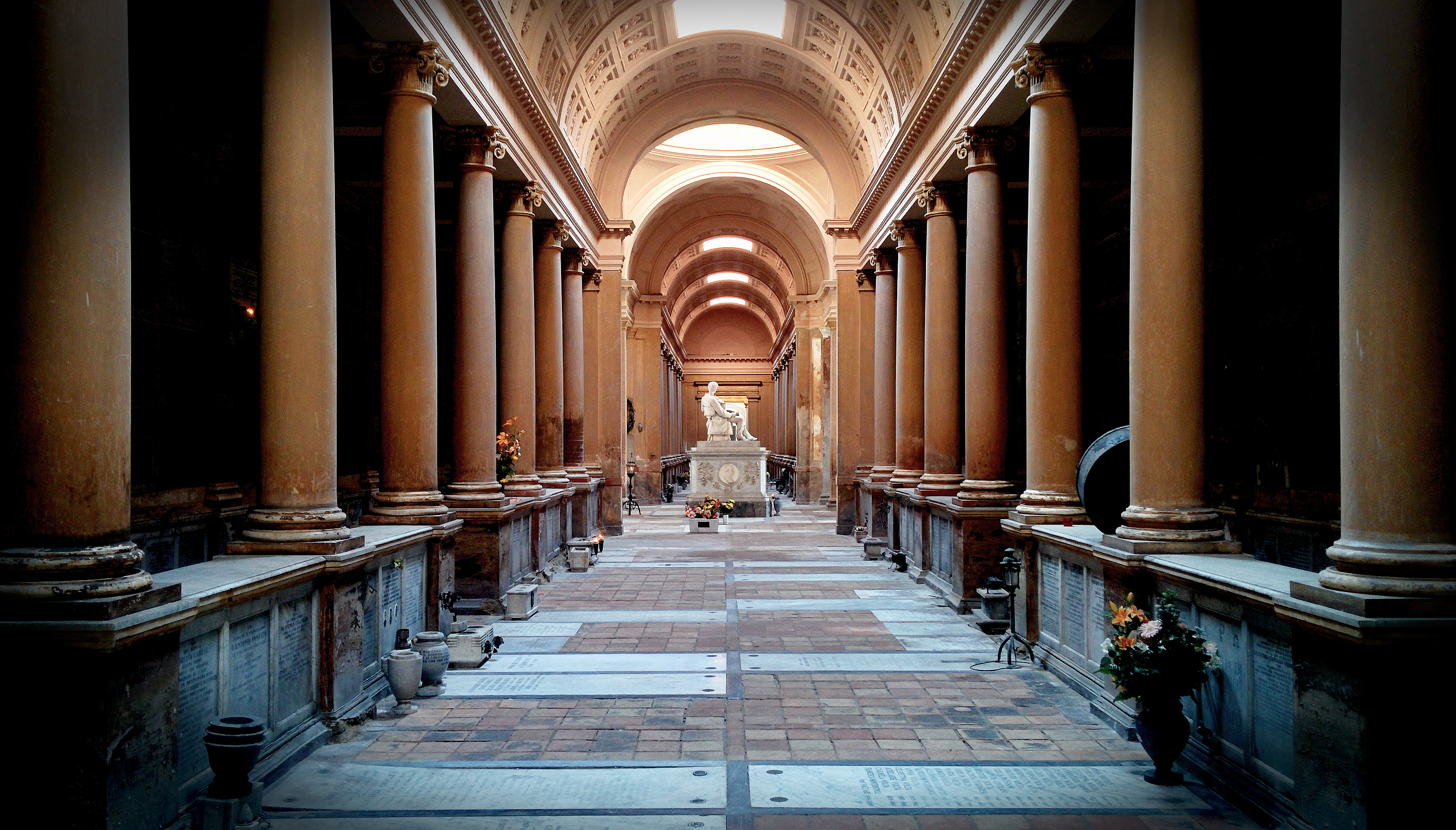
Galería

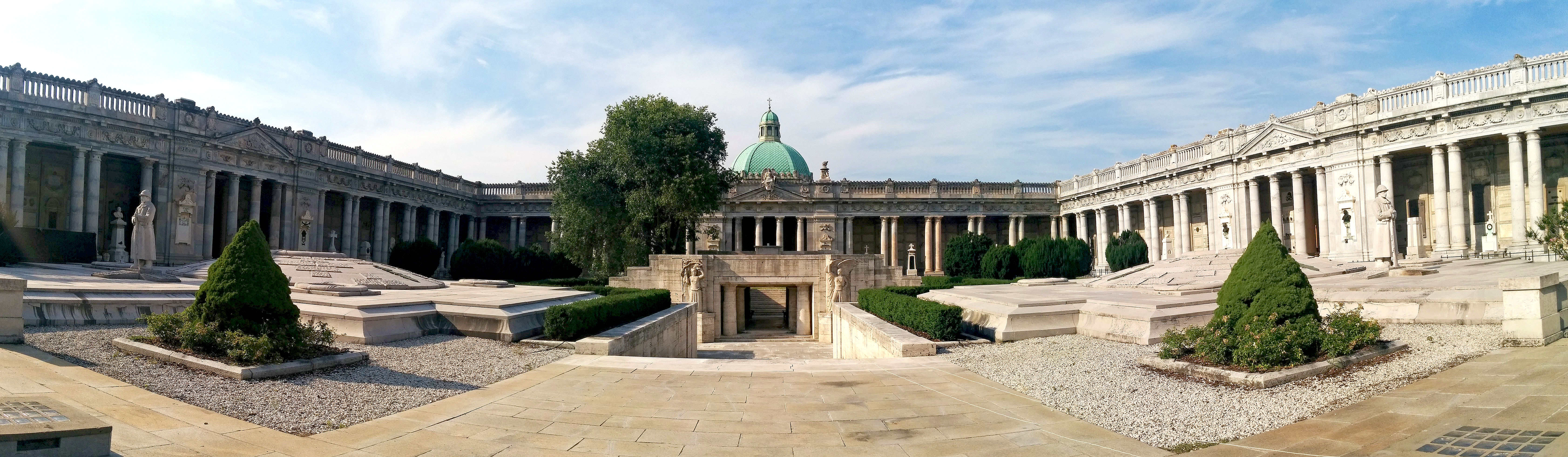
Monumento de los Mártires Fascistas

La Cartuja de Bolonia (del italiano: Certosa di Bologna) es un antiguo monasterio cartujo o Chartreuse, fundado en 1334 y suprimido en 1797, ubicado en Bolonia, Italia. En 1801 se convirtió en el Cementerio Monumental de la ciudad, alabado por intelectuales de la talla de Lord Byron. En 1869 se descubrió una necrópolis etrusca, usada entre los siglos VII y III a. C.
La Cartuja está situada inmediatamente fuera de los muros de la ciudad, cerca del Stadio Renato Dall'Ara, a los pies del Monte della Guardia y el santuario della Madonna di San Luca.

## Historia

### Orígenes de la Cartuja de Bolonia
El cementerio público fue establecido en 1801 usando la estructura preexistente de la Cartuja de San Girolamo di Casara, fundada en la mitad del siglo XIV y clausurada por Napoleón en 1797. La pasión de la nobleza y aristocracia local por las tumbas familiares convirtieron a la Certosa en un museo al aire libre y en una parada obligada del Grand Tour italiano: fue visitado por Byron, Dickens, Theodor Mommsen y Stendhal. El tercer claustro (llamada de la Capilla) es un recorrido de estructuras inspiradas en el neoclasicismo con simbología de la ilustración digno de mención. Algunas tumbas están pintadas en témpera, mientras que otras está hecha en estuco y escayola.

### Obras de arte
Dentro de la iglesia es posible apreciar el tríptico de la Pasión de Cristo de Bartolomeo Cesi y el coro enchapado en madera restaurado por Biago De' Marchi en 1538 luego del incendio provocado por los Lansquenetes de Carlos V. Otros objetos destacados son las pinturas dedicadas a la vida de Cristo, con una dimensión de alrededor de 450x350 cm, encomendadas en la mitad del siglo XVII a Giovanni Andrea Sirani, Elisabetta Sirani, Francesco Gessi, Giovanni Maria Galli da Bibiena, Lorenzo Pasinelli, Domenico Maria Canuti, y el napolitano Nunzio Rossi. Otras obras de Antonio y Bartolomeo Vivarini, Ludovico y Agostino Carracci y Guercino fueron transferidas durante la era napoleónica a la Galería de Arte Nacional de Bolonia.

### Espacios
Una característica que distingue la Cartuja de Bolonia de otros cementerios monumentales de Europa es su compleja articulación del uso del espacio. Al núcleo original del convento fueron añadidas logias, habitaciones y pórticos que recrean el aspecto de una ciudad verdadera. De hecho, el pórtico de la entrada oriental del cementerio, que está unido al que lleva al Santuario de San Luca con sólo una pequeña interrupción, da continuidad entre la necrópolis y la ciudad. 
Los objetos descubiertos en una necrópolis etrusca durante las excavaciones arqueológicas del ingeniero Antonio Zannoni con el objetivo de expandir el cementerio al final del siglo XIX se encuentran hoy en el Museo Cívico Arqueológico de Bolonia.

### Sepulcros famosos
En el cementerio boloñés están enterradas personas importantes de la historia italiana, incluyendo el estadista Marco Minghetti, el político Gioacchino Napoleone Pepoli, los pintores Giorgio Morandi y Bruno Saetti, el poeta Giosuè Carducci y su discípulo preferido Severino Ferrari, el escritor Riccardo Bacchelli, el compositor Ottorino Respighi, el cantante castrato Farinelli, el oficial polaco Giuseppe Grabinski, los empresarios Alfieri Maserati, Edoardo Weber, Nicola Zanichelli y Ferruccio Lamborghini, la profesora primaria en proceso de canonización Assunta Viscardi e Isabella Colbran, esposa de Gioacchino Rossini.